# Stilpnus rossicus
Stilpnus rossicus là một loài tò vò trong họ Ichneumonidae.